# Miotoxaster
Miotoxaster is een geslacht van uitgestorven zee-egels uit de familie Toxasteridae.

## Soorten
- Miotoxaster breyniusi (d'Orbigny, 1859) † Aptien, Frankrijk.
- Miotoxaster seyneusis (Lambert, 1920) † Barremien, Frankrijk.
- Miotoxaster trigonalis (Desor, 1847) † Albien, Frankrijk.